# Vigan
Vigan (în ilokano: Siudad ti Vigan, tagalog: Lungsod ng Vigan, Pronunție locală: [ˈbigän]) este capitala provinciei Ilocos Sur, Filipine. Conform recensământului din 2015, orașul are o populație de 53.879 persoane.
Situat pe coasta de vest a insulei mari Luzon, cu acces la Marea Chinei de Sud, este unul dintre puținele orașe din Filipine ale căror structuri vechi au rămas în mare parte intacte. Este recunoscut pentru trotuarele pavate și arhitectura unică a erei coloniale din Filipine, care îmbină designurile și construcțiile autohtone filipineze și orientale cu arhitectura colonială spaniolă, prezentă încă din abundență în zonă, în principal în zone precum casele Bahay na Bato și o biserică construită în stil „baroc de cutremur” (barocă, dar afectată de cutremur). Fostul președinte filipinez Elpidio Quirino, al șaselea președinte al Filipinelor, s-a născut în Vigan, în fostul loc al închisorii provinciale, unde tatăl său era gardian, și a locuit în Conacul Syquia. După ce a fost inclus în lista locurilor din Patrimoniul Mondial UNESCO, întregul oraș Vigan a fost declarat drept Oraș al Patrimoniului Mondial UNESCO. Este membru al Organizației Orașelor Patrimoniului Mondial (OWHC).
În mai 2015, orașul Vigan a fost recunoscut oficial drept unul dintre orașele New7Wonders împreună cu Beirut, Doha, Durban, Havana, Kuala Lumpur și La Paz. Membrul fondator și președintele fundației New7Wonders, Bernard Weber, a participat la o ceremonie ținută la Catedrala Sf. Paul, unde a înmânat o placă de bronz primarului orașului, Eva Grace Singson-Medina, semnificând alegerea orașului de patrimoniu drept unul dintre orașele-minune ale lumii.

## Etimologie
Zona Vigan a fost inițial așezare a comercianților din provincia Fujian, China. Pe vremea colonizării spaniole, coloniștii chinezi, a căror limbă era Min Nan (adesea denumită „Hokkien” de majoritatea filipinezilor), au denumit zona Bee Gan, care înseamnă „țărm frumos”. Deoarece conchistadorii spanioli folosesc literele V și B pentru a se referi la același sunet /b/, ei au scris numele chinezesc „Bee Gan” ca Vigan, care este numele folosit până în zilele noastre.
Cea mai cunoscută sursă a numelui orașului este denumirea plantei Biga'a, care creștea odată din belșug de-a lungul malurilor râului Mestizo. Căpitanul Juan de Salcedo a derivat numele orașului de la această plantă, după o neînțelegere cu localnicii, aceștia crezând că erau întrebați care este numele plantelor.

### Alte nume
Numele complet al orașului la vremea fondării sale spaniole era Villa Fernandina, sau „Orașul lui Ferdinand”, în onoarea prințului Ferdinand, fiul cel mai mare al regelui Filip al II-lea al Spaniei. Pe măsură ce orașul a crescut și sediul Arhidiecezei de Nueva Segovia a fost transferat la Vigan, orașul a fost redenumit Ciudad Fernandina de Vigan („Orașul lui Ferdinand din Vigan”).

## Istoric
Din cauza mișcării râului Mestizo, Vigan City nu mai este separat de insula principală, deci nu mai este o insulă în sine. Orașul este unul dintre numeroasele orașe istorice din secolul al XVI-lea din Filipine care au supraviețuit până în ziua de azi.
Vigan era o așezare comercială de coastă cu mult înainte de sosirea spaniolilor. Comercianții chinezi care navigau din Marea Filipinelor de Vest au ajuns la Isla de Vigan (Insula Vigan) prin râul Mestizo care o înconjura. La bordul navelor lor se aflau comercianți marinari care veneau să comercializeze mărfuri din alte regate asiatice în schimbul aurului, cerii de albine și altor produse montane aduse de popoarele indigene din regiunea Cordillera.
În cartea Insula Filipineză (vol. III, p. 276, Blair și Robertson), guvernatorul general Guido de Lavezaris menționează în două scrisori către regele Filip al II-lea al Spaniei următoarele: „Mi s-a părut o idee bună că l-ați trimis pe căpitanul Juan de Salcedo cu 70 sau 80 de soldați pentru a explora coasta Los Ilocanos pe țărmurile râului numit Bigan”. Spaniolii conduși de Salcedo au pornit spre nord din Manila pe 20 mai 1572. Au ajuns în Vigan pe 13 iunie 1572.
Astfel, după expediția plină de succes și explorarea nordului, Juan de Salcedo a fondat „Vila Fernandina de Vigan” în onoarea fiului regelui Filip al II-lea, prințul Ferdinand, care a murit la vârsta de patru ani. Din Vigan, Salcedo a înconjurat vârful Luzón și și-a continuat misiunea pacificatoare în Camarines, Albay și Catanduanes. Drept recompensă pentru serviciile oferite regelui Spaniei, lui Salcedo i-a fost oferită ca haciendă (moșie) vechea provincie Ilocos, care era formată din provinciile moderne Ilocos Norte, Ilocos Sur, Abra, La Union și o parte a provinciei Mountain, și a primit titlul de Justicia Mayor de esta Provincia de Ylocos (Primarul Provinciei din Ilocos).
În 1574, Salcedo s-a întors în capitala Vigan, aducând cu el soldați și câțiva misionari augustinieni pentru a începe convertirea la creștinism a regiunii Ilocos. El a înființat un oraș spaniol cu scopul de a controla țara vecină.
În timpul Revoluției Filipineze, forțele revoluționare conduse de Manuel Tinio și susținute de rebelii Ilocano au atacat și învins forțele coloniale spaniole și au capturat orașul în Asediul din Vigan. În timpul războiului filipino-american, forțele americane conduse de comandantul McCracken și locotenentul col. James Parker au ocupat orașul în noiembrie 1899.
La începutul celui de-al Doilea Război Mondial, Vigan a fost unul dintre primele locuri din Filipine invadate de Japonia pe 10 decembrie 1941. În 1945, trupele terestre combinate americane și cele ale Commonwealth-ului filipinez, ajutați de luptătorii de rezistență Ilocano, au învins forțele imperiale japoneze și au eliberat Vigan.
În 1999, Vigan a fost numit de UNESCO drept cel mai bine conservat exemplu de oraș colonial spaniol din Asia. Arhitectura sa este o combinație de elemente culturale din Filipine, China și Spania, fiind astfel unică în lume.
Pe 7 decembrie 2014, Vigan a fost numit unul dintre orașele New7Wonders.

## Geografie
Vigan este localizat la 17° 34' 30" latitudine nordică și 120° 23' 15" longitudine estică, în partea de nord a Luzon, cea mai mare insulă din Filipine. Servește drept capitală a Ilocos Sur și era un centru major politic și comercial încă înainte ca spaniolii să ajungă în Filipine.
Localizarea și caracteristicile sale geografice favorabile continuă să facă din Vigan un centru foarte accesibil. Se află la 407 kilometri de Manila, 82 kilometri de Laoag City și 138 kilometri de San Fernando, La Union, capitala regională din Regiunea Ilocos.

### Topografie

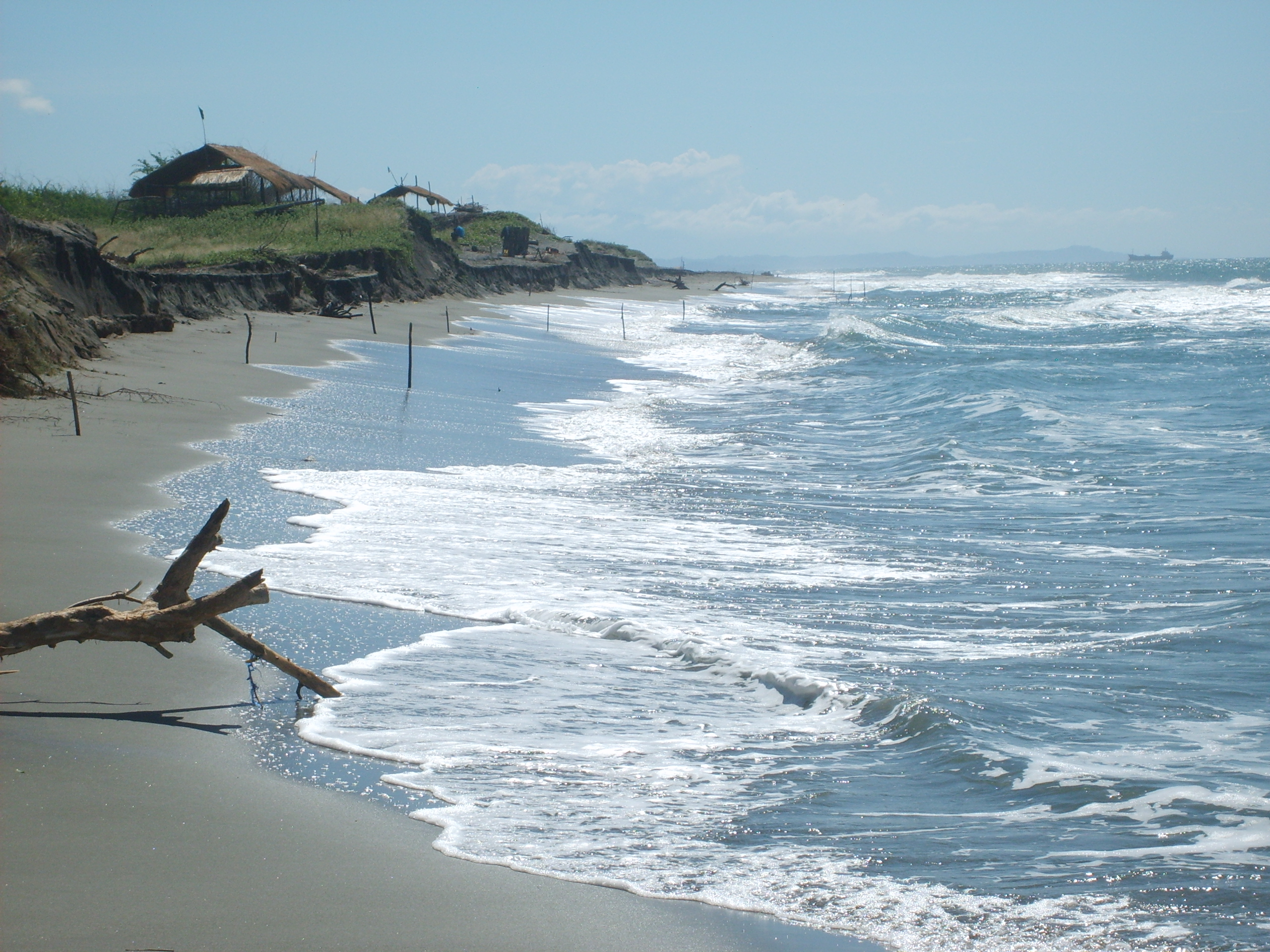
Litoral în orașul Vigan

Suprafața de 2.511 hectare este formată în mare parte din câmpii cu dealuri mici. Limitele sale la nord, est, sud și vest sunt municipalitățile Bantay, Santa, Caoayan și, respectiv, Santa Catalina. Marea Chinei de Sud se află partea de sud-vest.
Majoritatea terenului, circa 60%, este folosit pentru agricultură. Aproximativ 32% este ocupat de zone rezidențiale, aproape 3% este destinat uzului comercial și industrial, iar în jur de 1% este folosit în scopuri instituționale. Există și rezerve de pădure și iazuri de pește incluse în zona Vigan.
Vigan este format din 39 de sectoare (barangay). Treizeci dintre ele sunt clasificate drept rurale și ocupă 2.366 hectare. Restul de nouă sunt clasificate ca poblacion și acoperă 144,75 hectare.

### Barangay
Vigan City este împărțit în 39 de barrio sau barangay (sectoare).    
- Ayusan Norte
- Ayusan Sur
- Barangay I (Poblacion)
- Barangay II (Poblacion)
- Barangay III (Poblacion)
- Barangay IV (Poblacion)
- Barangay V (Poblacion)
- Barangay VI (Poblacion)
- Barangay VII (Poblacion)
- Barangay VIII (Poblacion)
- Barangay IX (Poblacion)
- Barraca
- Beddeng Daya
- Beddeng Laud
- Bongtolan
- Bulala
- Cabalangegan
- Cabaroan Daya
- Cabaroan Laud
- Camangaan
- Capangpangan
- Mindoro
- Nagsangalan
- Pantay Daya
- Pantay Fatima
- Pantay Laud
- Paoa
- Paratong
- Pong-ol
- Purok-a-bassit
- Purok-a-dackel
- Raois
- Rugsuanan
- Salindeg
- San Jose
- San Julian Norte
- San Julian Sur
- San Pedro
- Tamag

### Structuri urbane

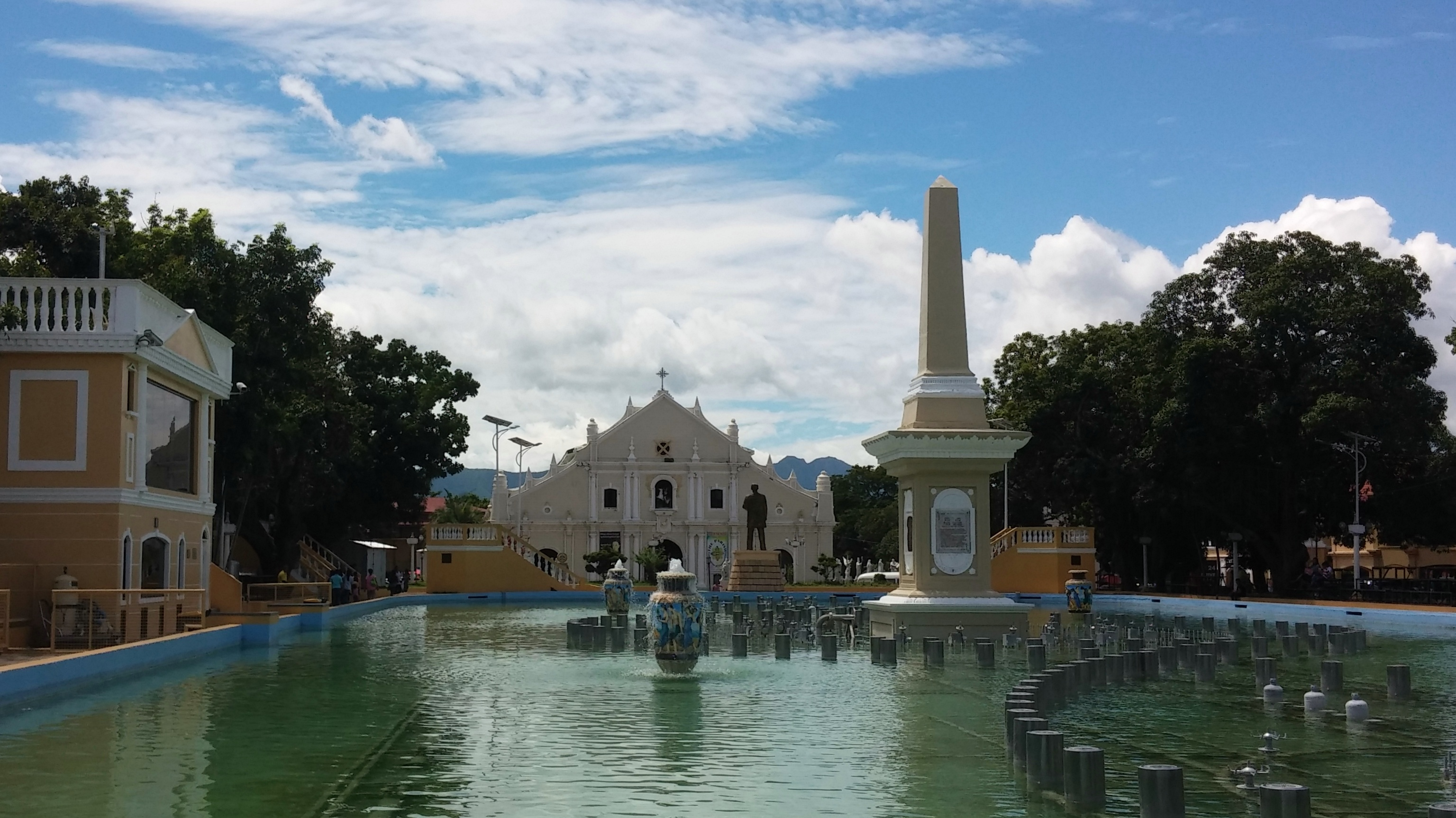
Plaza Salcedo și Catedrala Vigan

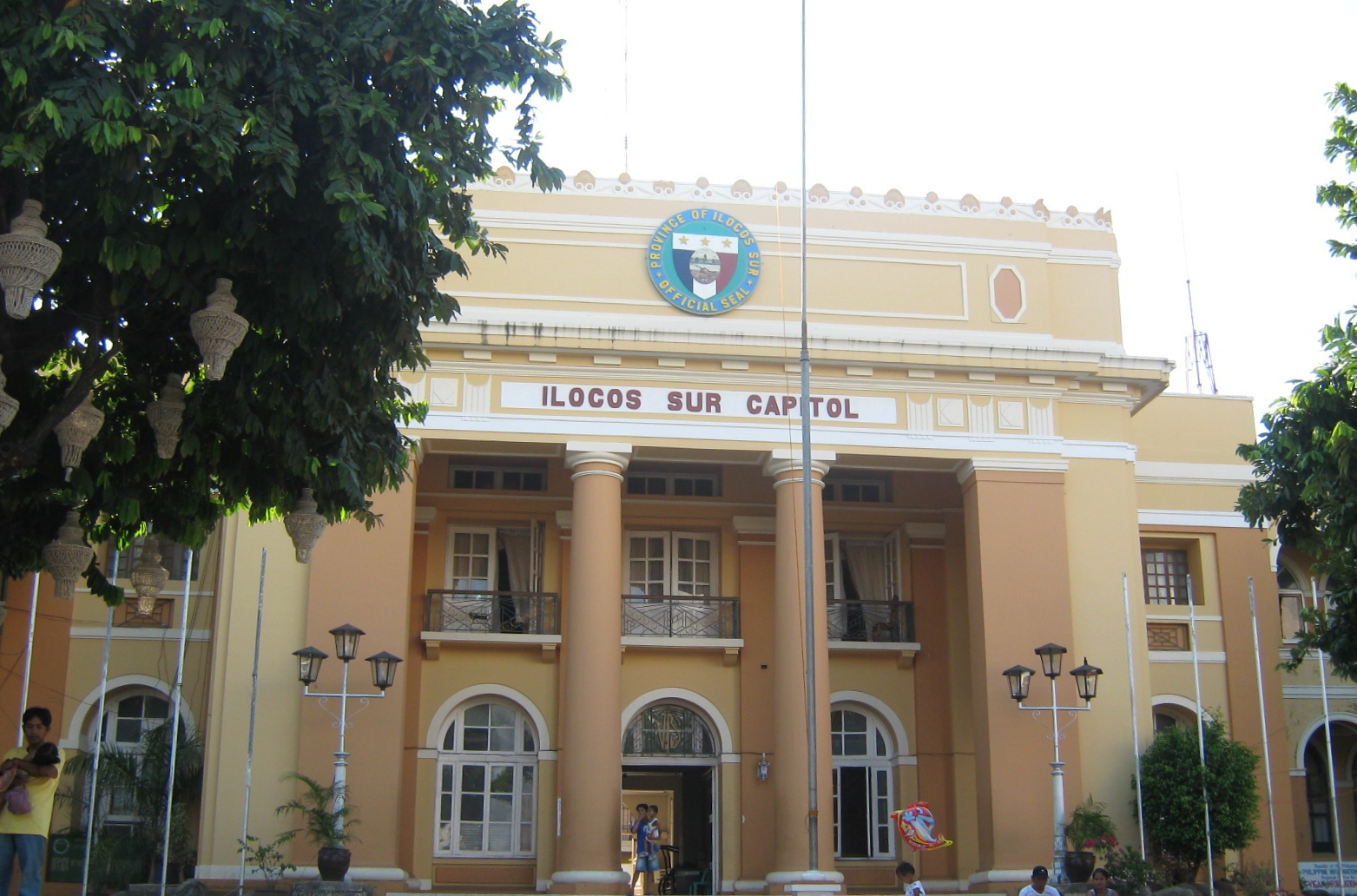
Ilocos Sur Capitol

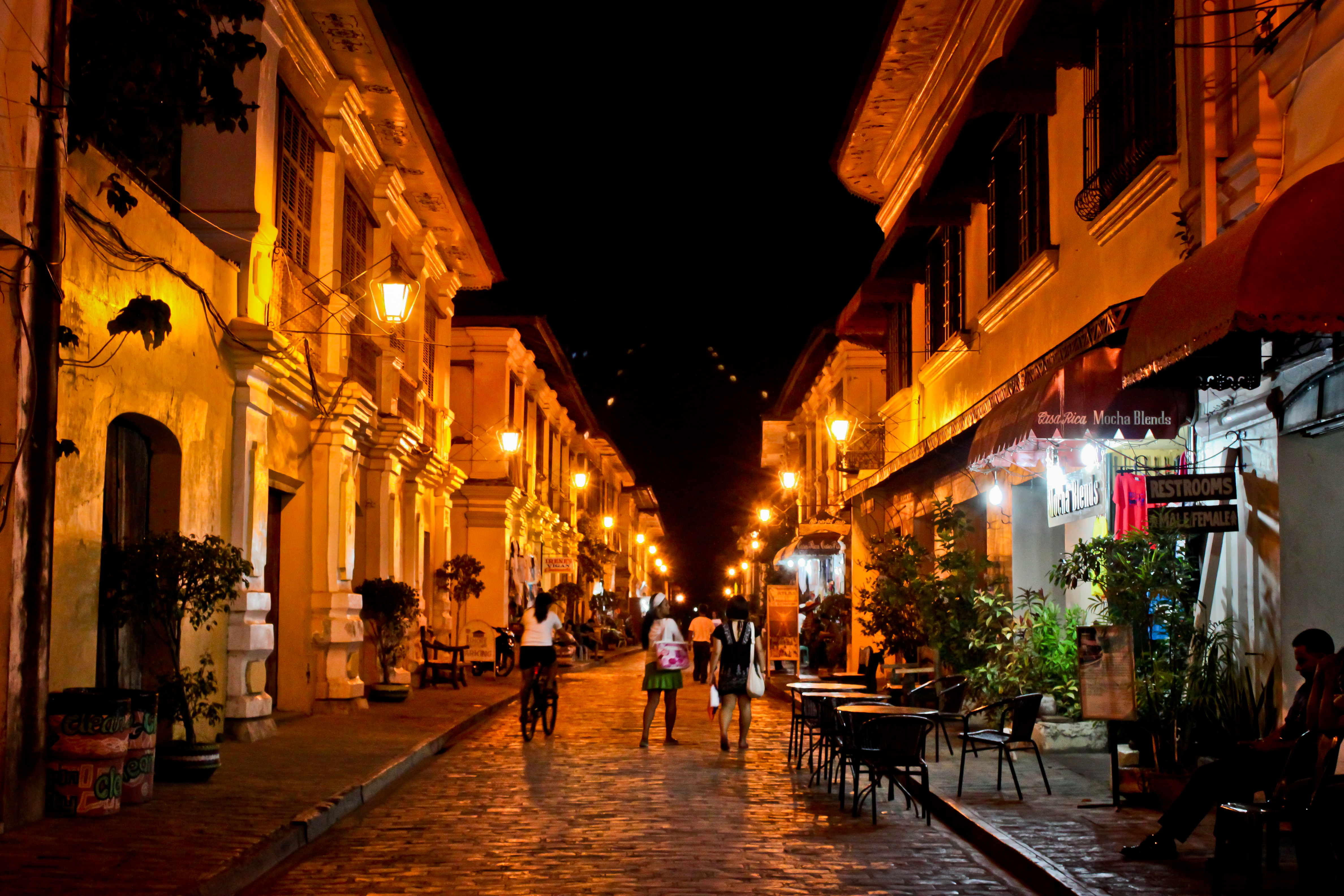
Calle Crisologo, noaptea

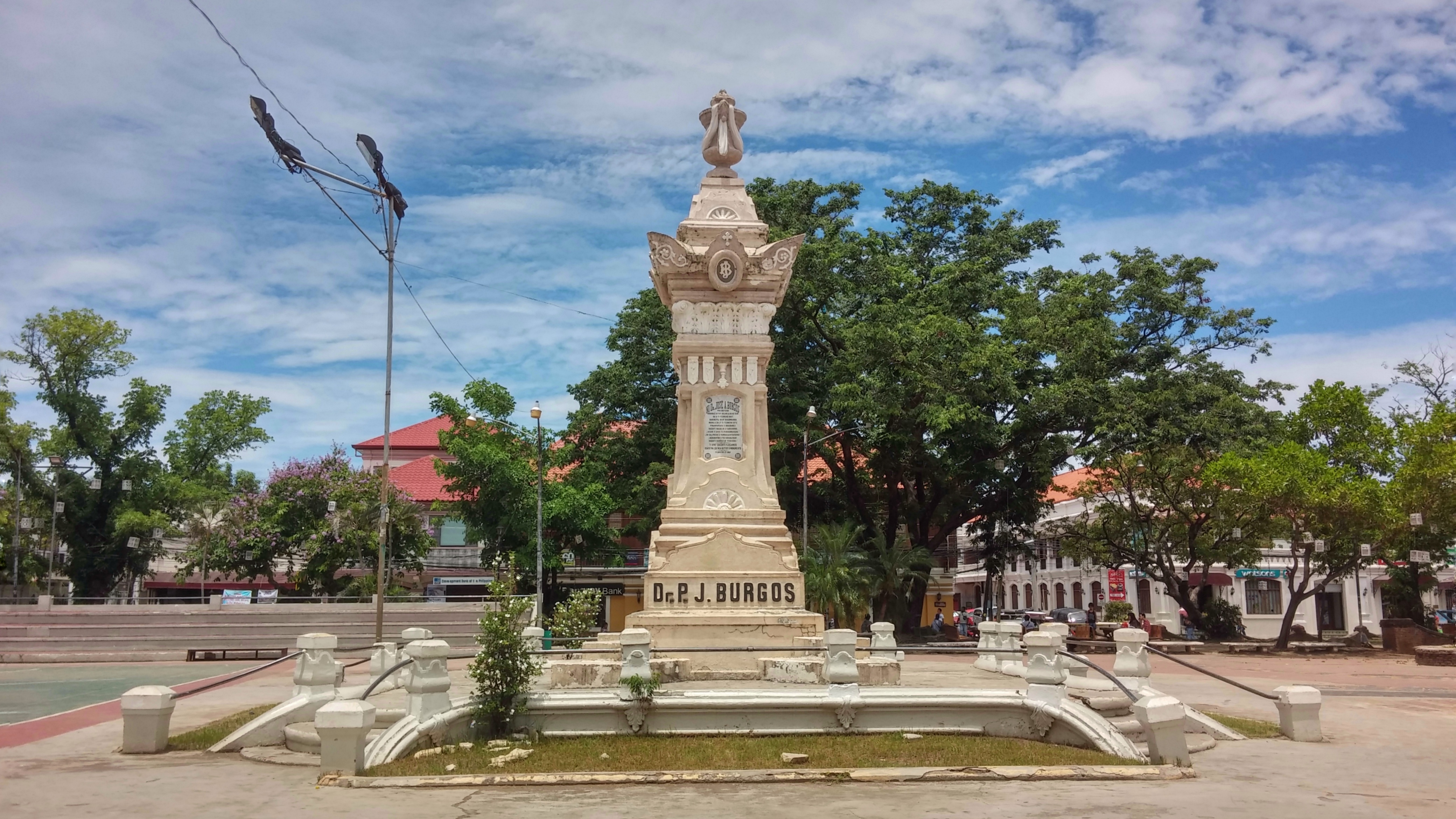
Plaza Burgos

Când Juan de Salcedo a fondat Vigan în 1572, a creat un plan urbanistic similar cu cel al Intramuros, cetatea din Manila.
Urbaniștii guvernului spaniol au folosit și ei un model de bază, care poate fi observat în cele mai vechi orașe din țară, a căror înființare datează din perioada colonială spaniolă. Acest model este detaliat în Ley de las Indias, Legea Indiilor, și a intrat în vigoare în secolul al XVIII-lea. Conform Legii Indiilor, străzile trebuiau să urmeze un model grilat, iar centrul să fie o piață sau parc central.
În Vigan, parcul central este Plaza Salcedo. Lângă acesta se află clădiri administrative, precum Casa Real (biroul administrativ provincial) și Municipio (primăria municipală). În imediata apropiere sunt clădirile religioase - Seminarul arhiepiscopiei, Arzobispado (Palatul Arhiepiscopului) și Catedrala Sf. Paul. Pe lângă aceste edificii religioase se află școala bisericească Colegiul Sf. Paul, cunoscut în primele sale zile drept Colegio de Niñas. După transferul complet al școlii menționate în orașele vecine Bantay și San Vicente, clădirea a fost predată Arhiepiscopiei din Nueva Segovia și este ocupată în prezent de un lanț de magazine cu amănuntul, cu o placă comemorativă la intrarea clădirii și vechiul semn de beton „ROSARY COLLEGE” din spatele său amintind vizitatorilor trecutului său (vechiul logo al școlii, aflat cândva pe fațada clădirii, a fost îndepărtat la un moment dat).
Principalele schimbări ale peisajului urban original au fost cauzate de incendii. Casa Real a fost înlocuită cu un capitoliu provincial în timpul perioadei americane, când structura originală a ars. Seminarul arhidiecezei a fost de asemenea distrus într-un incendiu în anul 1968 și a rămas în ruine până la sfârșitul anilor 1990, atunci când a fost construit un centru comercial.
Nici zonele rezidențiale nu au fost cruțate. Unele case de pe Strada Crisologo au căzut pradă incendiilor în timpul perioadei japoneze. Mai multe case de pe Quezon Avenue au fost distruse de foc în 1952, în timp ce în 1971 au ars unele case de lângă Plaza Burgos. Casele de-a lungul Străzii Crisologo care au ars au fost ulterior reconstruite cu fidelitate după arhitectura fostelor structuri.

### Vreme și climat
Orașul Vigan se află într-o zonă de savană tropicală, care se caracterizează prin două anotimpuri pronunțate – sezonul uscat, care începe din luna noiembrie și se termină în luna aprilie, și sezonul umed, care acoperă lunile mai-octombrie. Media anuală a precipitațiilor este 2506 mm și precipitațiile cele mai puternice înregistrate au fost de 6933 mm.

Temperatura medie este de 26 °C. Temperatura medie cea mai ridicată este 30,9 °C și temperatura medie cea mai scăzută este de 21,1 °C. Un număr de 7-10 taifunuri traversează Vigan în fiecare an. Umiditatea relativă medie este de 81%.
| Date climatice pentru Vigan (1981–2010, extremes 1903–2012) | Date climatice pentru Vigan (1981–2010, extremes 1903–2012) | Date climatice pentru Vigan (1981–2010, extremes 1903–2012) | Date climatice pentru Vigan (1981–2010, extremes 1903–2012) | Date climatice pentru Vigan (1981–2010, extremes 1903–2012) | Date climatice pentru Vigan (1981–2010, extremes 1903–2012) | Date climatice pentru Vigan (1981–2010, extremes 1903–2012) | Date climatice pentru Vigan (1981–2010, extremes 1903–2012) | Date climatice pentru Vigan (1981–2010, extremes 1903–2012) | Date climatice pentru Vigan (1981–2010, extremes 1903–2012) | Date climatice pentru Vigan (1981–2010, extremes 1903–2012) | Date climatice pentru Vigan (1981–2010, extremes 1903–2012) | Date climatice pentru Vigan (1981–2010, extremes 1903–2012) | Date climatice pentru Vigan (1981–2010, extremes 1903–2012) |
| Luna                                                        | Ian                                                         | Feb                                                         | Mar                                                         | Apr                                                         | Mai                                                         | Iun                                                         | Iul                                                         | Aug                                                         | Sep                                                         | Oct                                                         | Nov                                                         | Dec                                                         | Anual                                                       |
| ----------------------------------------------------------- | ----------------------------------------------------------- | ----------------------------------------------------------- | ----------------------------------------------------------- | ----------------------------------------------------------- | ----------------------------------------------------------- | ----------------------------------------------------------- | ----------------------------------------------------------- | ----------------------------------------------------------- | ----------------------------------------------------------- | ----------------------------------------------------------- | ----------------------------------------------------------- | ----------------------------------------------------------- | ----------------------------------------------------------- |
| Maxima medie °C (°F)                                        | 30.4 (86,7)                                                 | 30.9 (87,6)                                                 | 32.0 (89,6)                                                 | 33.3 (91,9)                                                 | 33.2 (91,8)                                                 | 32.0 (89,6)                                                 | 31.3 (88,3)                                                 | 30.6 (87,1)                                                 | 31.0 (87,8)                                                 | 31.5 (88,7)                                                 | 31.5 (88,7)                                                 | 30.8 (87,4)                                                 | 31,6 (88,9)                                                 |
| Media zilnică °C (°F)                                       | 25.8 (78,4)                                                 | 26.2 (79,2)                                                 | 27.6 (81,7)                                                 | 28.9 (84)                                                   | 29.0 (84,2)                                                 | 28.2 (82,8)                                                 | 27.6 (81,7)                                                 | 27.2 (81)                                                   | 27.4 (81,3)                                                 | 27.5 (81,5)                                                 | 27.3 (81,1)                                                 | 26.3 (79,3)                                                 | 27,4 (81,3)                                                 |
| Minima medie °C (°F)                                        | 21.1 (70)                                                   | 21.6 (70,9)                                                 | 23.1 (73,6)                                                 | 24.5 (76,1)                                                 | 24.8 (76,6)                                                 | 24.3 (75,7)                                                 | 23.9 (75)                                                   | 23.7 (74,7)                                                 | 23.7 (74,7)                                                 | 23.4 (74,1)                                                 | 23.0 (73,4)                                                 | 21.8 (71,2)                                                 | 23,3 (73,9)                                                 |
| Minima istorică °C (°F)                                     | 13.5 (56,3)                                                 | 14.0 (57,2)                                                 | 16.0 (60,8)                                                 | 19.5 (67,1)                                                 | 19.6 (67,3)                                                 | 16.8 (62,2)                                                 | 17.8 (64)                                                   | 17.0 (62,6)                                                 | 19.0 (66,2)                                                 | 17.2 (63)                                                   | 15.4 (59,7)                                                 | 14.5 (58,1)                                                 | 13,5 (56,3)                                                 |
| Ploaie mm (inches)                                          | 3.5 (0.138)                                                 | 3.9 (0.154)                                                 | 5.4 (0.213)                                                 | 16.1 (0.634)                                                | 194.5 (7.657)                                               | 321.8 (12.669)                                              | 536.3 (21.114)                                              | 630.3 (24.815)                                              | 382.6 (15.063)                                              | 143.8 (5.661)                                               | 36.3 (1.429)                                                | 2.9 (0.114)                                                 | 2.277,4 (89,661)                                            |
| Umiditate [%]                                               | 72                                                          | 73                                                          | 73                                                          | 74                                                          | 77                                                          | 81                                                          | 84                                                          | 84                                                          | 83                                                          | 80                                                          | 77                                                          | 72                                                          | 78                                                          |
| Nr. mediu de zile ploioase (≥ 0.1 mm)                       | 1                                                           | 1                                                           | 1                                                           | 2                                                           | 10                                                          | 16                                                          | 20                                                          | 21                                                          | 16                                                          | 8                                                           | 3                                                           | 1                                                           | 100                                                         |
| Sursă: PAGASA                                               |                                                             |                                                             |                                                             |                                                             |                                                             |                                                             |                                                             |                                                             |                                                             |                                                             |                                                             |                                                             |                                                             |

## Date demografice
| An   | Populație |
| ---- | --------- |
| 1903 | 14945     |
| 1918 | 17765     |
| 1939 | 20939     |
| 1948 | 21067     |
| 1960 | 25990     |
| 1970 | 30252     |
| 1975 | 31971     |
| 1980 | 33483     |
| 1990 | 38574     |
| 1995 | 42067     |
| 2000 | 45143     |
| 2007 | 47246     |
| 2010 | 49747     |
| 2015 | 53879     |

La recensământul din 2015, populația din Vigan era de 53.879 persoane, cu o densitate de 2.100 de locuitori pe kilometru pătrat.

## Transport

### Transport metropolitan

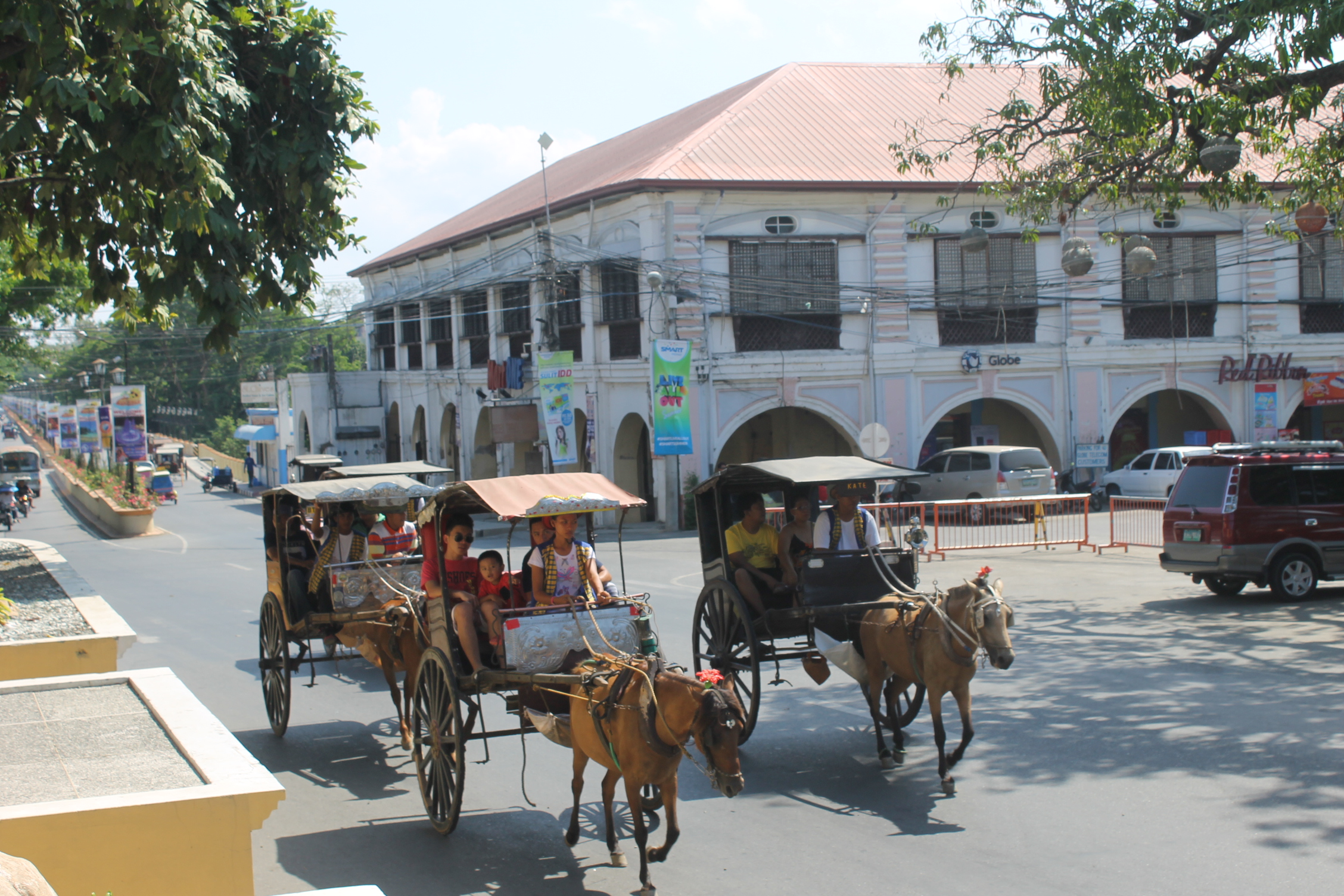
Kalesa, unul dintre modurile de transport din Vigan

Modurile de transport în interiorul orașului sunt exclusiv terestre. Vehiculele pentru transport public includ jeepney, triciclete, autoutilitare pentru închiriere (sau vehicule de utilitate publică) și kalesa (calești trase de cai). Autobuzele, mini-autobuzele și jeepney asigură transportul către și dinspre Vigan. Sistemul de transport este deservit în mare parte de triciclete, care sunt codate prin culori și numere pentru a putea identifica municipalitatea de origine.

### Transport terestru
Vigan City este bine deservit de o rețea de drumuri și de o autostradă majoră care face legătura cu Manila North Road, autostrada care duce spre Manila și restul țării. Companii de autobuze precum Dominion Bus Lines, Viron Transit, Partas și Aniceto/St. Joseph operează terminale în Vigan. GMW Florida Transport operează un terminal în Bantay, chiar în afara orașului Vigan. Companii de autobuze precum Maria de Leon și Fariñas trec pe lângă Vigan în drum spre Laoag. Acestea operează servicii de autobuz directe și/sau indirecte din Vigan City până în puncte din Luzon, în mare parte către Manila, Baguio și Laoag și invers.

### Transport aerian
Un aeroport secundar numit Aeroportul Mindoro (cunoscut și sub numele de Aeroportul Vigan) este situat la Brgy. Mindoro. Are o pistă asfaltată, lungă de 900 de metri și lată de 30 de metri. Aeroportul a fost cândva fără venituri, fiind utilizat doar de avioane charter și private. În prezent este în curs de modernizare pentru a se putea deschide zboruri comerciale.

## Orașe înfrățite
| în țară | în afara țării                                                                                          |
| --- | --- |
| - Cotabato City, Maguindanao - Laoag, Ilocos Norte - Naga, Camarines Sur - Ozamiz, Misamis Occidental - Pagadian, Zamboanga del Sur - Taguig, Metro Manila | - Agadir, Maroc - Honolulu, Hawaii, Statele Unite - Orașul Malacca, Malaysia - Mar del Plata, Argentina |